# Tomasz Máté
Tomasz Máté Milán (Budapest, 1997 –) magyar gordonkaművész, számos hazai és nemzetközi verseny győztese, díjazottja, a Nemzeti Filharmonikus Zenekar szólamvezetője.

## Életpályája
Tomasz Máté nyolcévesen kezdett csellózni tanulni. Konzervatóriumi tanulmányait a Szent István Király Zeneművészeti Szakgimnáziumban folytatta. Agócs Mártánál tanult csellózni, a Zeneakadémián Perényi Miklós osztályában tanult. 
Fellépett már a Budapesti Fesztiválzenekarral, a Zuglói Filharmóniával (a Zeneakadémia Nagytermében) és a Szolnoki Szimfonikusokkal. 
Gulyás Márta zongoraművésszel felléptek Magyarországon és külföldön.
Hazai és külföldi kurzusokon Natalia Gutmantól, Perényi Miklóstól, Várdai Istvántól, Fenyő Lászlótól, Gustav Riviniustól, Wen-Sinn Yangtól, Reinhard Latzkótól, Gulyás Mártától tanult. 
2017-ben és 2018-ban a németországi Collegium Musicum ösztöndíjasa.

## Díjak, helyezések
- a budapesti Banda Ede- és az országos Friss Antal-csellóverseny I. helyezés (2008)[4]
- Trefort emléklap (2015)[5]
- David Popper Nemzetközi Csellóverseny I. helyezés (2017 november)[4]
- Junior Prima-díj (2018)

Nemzetközi versenyeredményei:
- Dolny kubíni Talents for Europe I. helyezés
- Várpalotai David Popper-csellóverseny I. helyezés
- Liezen, a poreci Antonio Janigro- és a várpalotai David Popper-verseny II. helyezés.